# Xerinae
Xerinae is een onderfamilie binnen de eekhoorns (Sciuridae), waartoe onder andere marmotten, prairiehonden en grondeekhoorns behoren. Niet alle soorten binnen deze onderfamilie leven op de grond. Binnen de in Afrika levende groep Protoxerini zijn er enkele soorten die in bomen leven.

## Taxonomie
- Onderfamilie Xerinae
  - Geslachtengroep Xerini
    - Atlantoxerus (Barbarijse grondeekhoorns), verspreid over de Atlas (noordoosten van Afrika)
    - Euxerus
    - Geosciurus
    - Spermophilopsis (Aziatische grondeekhoorns), verspreid over Centraal-Azië
    - Xerus (Afrikaanse grondeekhoorns), verspreid over steppes en savannes van Afrika

  - Geslachtengroep Marmotini (Grondeekhoorns)
    - Ammospermophilus (antilopegrondeekhoorns), verspreid over open habitats van het zuidwesten van Noord-Amerika
    - Callospermophilus
    - Cynomys (prairiehonden), verspreid over de prairie van het midden van Noord-Amerika
    - Ictidomys
    - Marmota (marmotten), verspreid over hooggebergten en steppes van Europa, Azië en Noord-Amerika
    - Notocitellus
    - Otospermophilus
    - Poliocitellus
    - Spermophilus (echte grondeekhoorns, siesels), verspreid over open habitats van Centraal-Europa, Centraal-Azië en Siberië
    - Urocitellus
    - Xerospermophilus

  - Geslachtengroep Protoxerini
    - Epixerus, verspreid over de regenwouden van Centraal-Afrika
    - Funisciurus, verspreid over de regenwouden van Centraal-Afrika
    - Heliosciurus (zonne-eekhoorns), verspreid over Centraal- en Oost-Afrika
    - Myosciurus (Afrikaanse dwergeekhoorns), verspreid over de regenwouden van Centraal-Afrika
    - Paraxerus, verspreid over droogbossen en bossavannes van zuidelijk, Centraal-, en Oost-Afrika
    - Protoxerus (Afrikaanse reuzeneekhoorns), verspreid over de regenwouden van Centraal- en West-Afrika

  - Geslachtengroep Sciurotamiini
    - Sciurotamias (Chinese rotseekhoorns), verspreid over de bossen en regenwouden van Midden- en Zuid-China.

  - Geslachtengroep Tamiini
    - Eutamias
    - Neotamias
    - Tamias (wangzakeekhoorns), verspreid over bossen van Eurazië en Noord-Amerika